# 崔楷
崔 楷（さい かい、477年 - 527年）は、北魏の官僚。字は季則。本貫は博陵郡安平県。妻は李韶の娘。

## 経歴
崔弁の子として生まれた。成長すると、風貌が美しく、性格が剛直なことで知られた。奉朝請を初任とし、員外散騎侍郎となり、広平王元懐の下で文学をつとめた。正始年間、元懐が宣武帝に軟禁されると、広平王の属官の多くは処刑されたが、崔楷と楊昱はたびたび元懐を諫めていたことから刑を免れた。後に尚書左主客郎中・伏波将軍・太子中舎人・左中郎将となった。高肇と親しく、515年（延昌4年）に高肇が処刑されると、崔楷は御史中尉の元匡の弾劾を受けたが、霊太后による赦令を受けた。
このころ河北の数州がたびたび洪水の被害に遭っていたため、崔楷は治水の方策を上疏し、施行されることになったが、端緒につく前に洛陽に召還されて取りやめとなった。
524年（正光5年）、京兆王元継が大将軍となり莫折天生を討つと、崔楷はその下で司馬をつとめた。525年（孝昌元年）、凱旋すると、後将軍・広平郡太守に任じられた。葛栄の乱を討つよう孝明帝に命じられ、持節・散騎常侍・光禄大夫・兼尚書北道行台となった。まもなく軍司に転じた。526年（孝昌2年）、定州と相州の4郡を分割して殷州が置かれると、崔楷は殷州刺史に任じられ、後将軍の号を加えられた。527年（孝昌3年）1月、葛栄に殷州の州城（広阿）を落とされ、殺害された。享年は51。

## 子女
- 崔士元（長男、平州録事参軍、仮征虜将軍・防城都督、父とともに殷州で戦没した）
- 崔謙
- 崔説
- 崔士順
- 崔幼妃（昭信皇后李祖娥の母）

## 伝記資料
- 『魏書』巻56 列伝第44
- 『北史』巻32 列伝第20